# Auburn, Maine
Auburn är en stad i Androscoggin County i delstaten Maine, USA. Auburn är administrativ huvudort (county seat) i Androscoggin County.